# Trasporti a Bruxelles
I trasporti a Bruxelles sono costituiti da vasta rete di veicoli sia privati che pubblici.
Il trasporto pubblico comprende autobus, tram, la metropolitana di Bruxelles e treni pubblici. Sono inoltre disponibili biciclette e sistemi di car sharing. Il trasporto aereo è disponibile attraverso uno dei due aeroporti (l'aeroporto di Bruxelles-National e l'aeroporto di Bruxelles-Charleroi) e il trasporto via mare attraverso il porto di Bruxelles. Per gli standard nord europei, la città è relativamente dipendente dalle auto e, secondo il sondaggio Inrix, è considerata la città più trafficata del mondo.
La complessità della situazione politica del Belgio rende difficile affrontare alcune questioni relative ai trasporti. La Regione di Bruxelles-Capitale è circondata dalle regioni fiamminga e vallone, il che significa che gli aeroporti, così come le numerose strade che servono Bruxelles, si trovano in due diverse regioni belghe. Attualmente ci sono due ministri responsabili dei trasporti nella regione di Bruxelles: Pascal Smet per i trasporti pubblici e il porto di Bruxelles e Bruno De Lille, che si occupa di altre questioni relative ai trasporti.

## Metropolitana e metropolitana leggera

### Metropolitana di Bruxelles
La metropolitana di Bruxelles ha iniziato a funzionare nel 1976. Dal 2009, quattro linee della metropolitana hanno servito un totale di 60 stazioni. La linea 1 collega la stazione di Bruxelles-Ovest a est della città. La linea 2 gira ad anello intorno al centro della città. Le linee 3 e 4 circolano sui grandi tram di Bruxelles. La linea 5 corre tra l'ovest e il sud-est della città attraverso il centro. La linea 6 collega lo stadio Re Baldovino a nord-ovest di Bruxelles con il centro della città, terminando con un anello intorno al centro allo stesso modo della linea 2.

### Tram di Bruxelles
I tram di Bruxelles sono un mezzo di trasporto utilizzato da lungo tempo a Bruxelles. I tram di Bruxelles sono gestiti da STIB dal 1954, ma esistono dal 1869. Il sistema tranviario di Bruxelles è cambiato significativamente nel tempo. Nella prima metà del XX secolo vi fu un incremento (nel 1955 esistevano 246 km di rotaie tranviarie),, ma nella seconda metà del secolo, a causa della popolarità del trasporto su autobus e automobili, il trasporto tranviario decadde. Nel 1988 a Bruxelles erano rimasti solo 134 km di binari tranviari. Alla fine degli anni 2000 la rete tranviaria è stata ampliata. Le linee esistenti sono state ampliate da 131 km nel 2007 a 133 km nel 2008.

## Ferrovia pesante
La rete ferroviaria Infrabel ha un totale di otto linee utilizzate dai treni passeggeri di Bruxelles. Queste linee servono 29 stazioni ferroviarie e tutte offrono servizi con una o più linee di autobus, tram e/o metropolitane. Questo sistema dovrebbe essere aggiornato dal servizio ferroviario suburbano di Bruxelles. La stazione di Bruxelles Sud è la stazione principale della rete ferroviaria europea ad alta velocità. È servita dai treni ad alta velocità TGV, Thalys, Eurostar e ICE.

## Autobus
Nel 1907, gli autobus di Bruxelles iniziarono a viaggiare dalla Borsa di Bruxelles al municipio di Ixelles. La rete di autobus di Bruxelles, a partire dal 2008, conta 360 km di linee di autobus durante il giorno e 112 km di notte e serve 19 comuni di Bruxelles. A Bruxelles, operano anche gli autobus delle compagnie di trasporto pubblico vallone (TEC) e fiamminga (De Lijn) per consentire a valloni e fiamminghi di recarsi nella capitale.

## Strade
Nel 2012, Bruxelles ha registrato la più grande congestione di veicoli in Nord America ed Europa, secondo uno studio della piattaforma americana di informazioni sul traffico Inrix. 
A Bruxelles ci sono autostrade che portano a paesi o città limitrofe (rotte europee E40, E411 ed E19 più autostrade A12 e A201), ci sono strade nazionali, strade principali e strade locali. Il Brussels Ring gira intorno alla città, è attraversato da due piccole tangenziali: il Big Ring e il Small Ring.
La rete stradale di Bruxelles è composta da autobus, tram, taxi, automobili e biciclette. Il sistema di car sharing è gestito dalla società statale STIB insieme a Cambio.

## Aeroporti
Bruxelles ha due aeroporti: l'aeroporto di Bruxelles-National e l'aeroporto di Charleroi-Bruxelles Sud, che si trova tra Bruxelles e Charleroi a Gossel.
Bruxelles ha il suo porto, attraversato dal canale Bruxelles-Charleroi e dal canale marittimo da Bruxelles alla Schelda.

## Ciclismo
Le biciclette sono usate molto meno che nelle Fiandre e in molte altre città dell'Europa nordoccidentale. La quota modale è di circa il 3,5% di tutti i viaggi a Bruxelles e il 2,5% di tutti i viaggi all'interno della città e ingresso/uscita dalla città. Tuttavia, la cifra è cresciuta notevolmente negli ultimi anni. Dal 2009 un sistema di bike sharing chiamato Villo! è stato messo a disposizione del pubblico.
Bruxelles ha un numero elevato di incidenti in bicicletta rispetto alle aree rurali belghe, ma la maggior parte degli incidenti in bicicletta provoca solo lesioni lievi.